# Nicolai Tregor

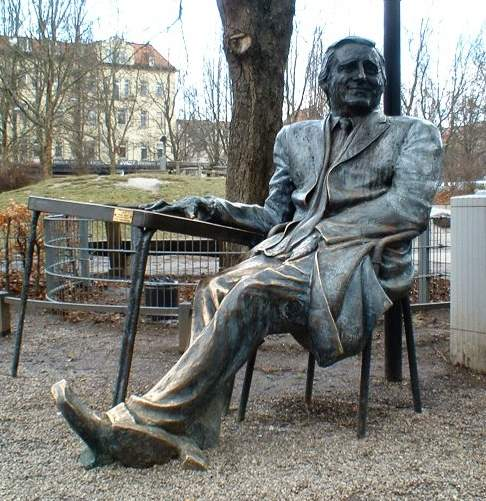
Sitzbild Monaco Franze (Helmut Fischer) an der Münchner Freiheit

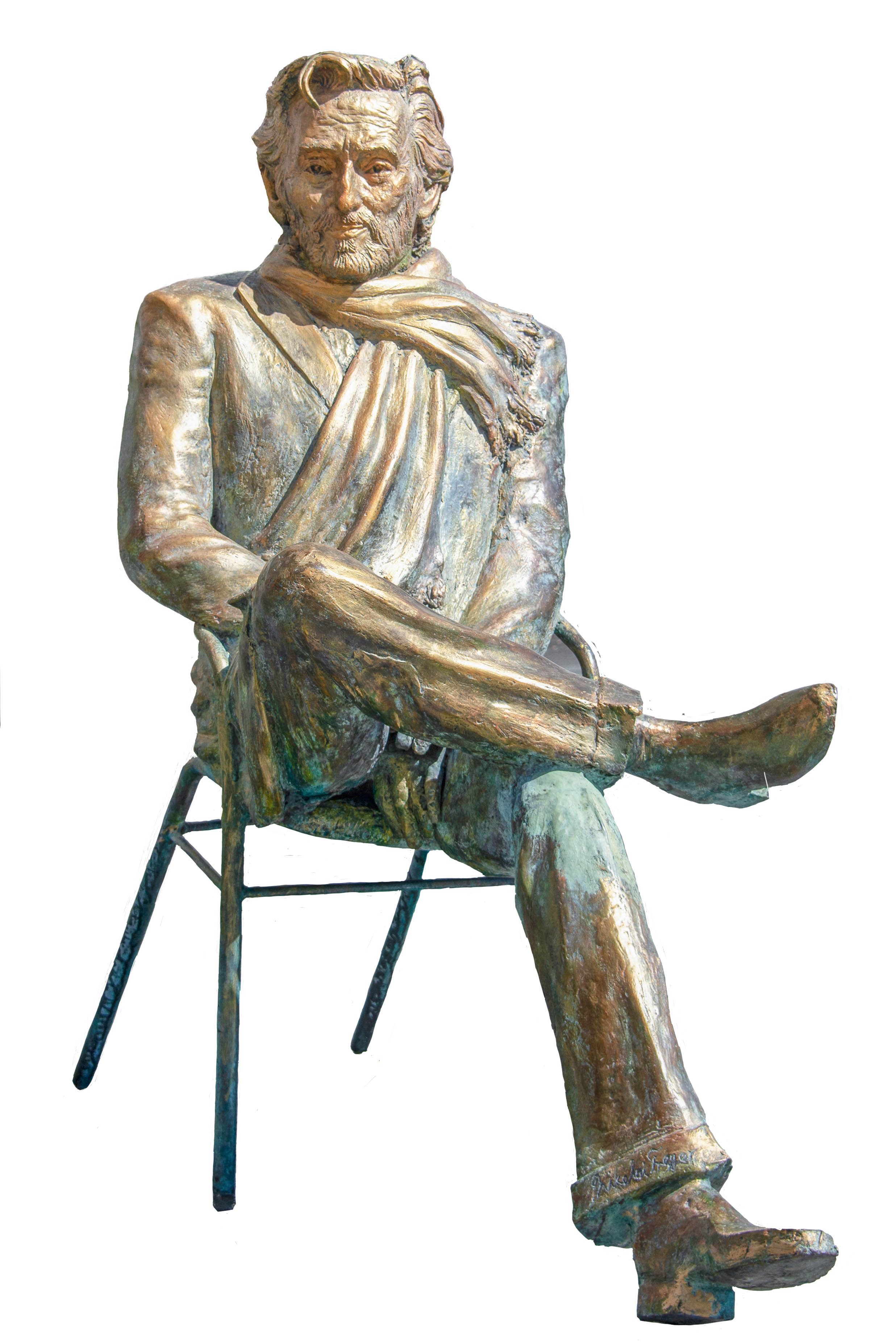
Helmut Dietl (2022) Münchner Freiheit

Nicolai Tregor oder Nikolai Tregor (* 1946 in Zug, Kanton Zug, Schweiz; † 7. Juni 2024) war ein Schweizer Bildhauer und Medailleur, der seit Jahrzehnten in München lebte und arbeitete.

## Leben
Er war ein Bruder des Schauspielers Michael Tregor. Sein Vater war der Bildhauer Nison Treger. 2009 fiel Tregor als Autofahrer bei einer Polizeikontrolle dadurch auf, dass er unter Drogeneinfluss fuhr und bereits seit 27 Jahren nicht mehr über einen Führerschein verfügte. 2023 wurde er wegen Kokainerwerb verurteilt.
Er war 2021 Kandidat der Dating-Reality-Show Claudias House of Love.
Tregor soll an einer Autobahnraststätte bei Ingolstadt zusammengebrochen sein und danach an Herzversagen gestorben sein.

## Werke
- Portraitmedaille auf Peter Jaeckel (1967)
- Sitzbild Helmut Fischer / Monaco Franze an der Münchner Freiheit
- Büste Rolf Bossi
- Büste August Everding
- Büste Sergiu Celibidache
- Büste Franz Josef Strauß
- Büste Sir Georg Solti
- Büste Sophie Scholl (2005)
- Büste Karl Böhm
- Sitzfigur Helmut Dietl (2022)